# مارك ديورانت
مارك ديورانت (بالفرنسية: Marc Durant)‏ ولد بتاريخ 14 يونيو 1955 في فرنسا، هو دراج فرنسي سابق.

## روابط خارجية
- مارك ديورانت على موقع أرشيف الدراجات (الإنجليزية)
- مارك ديورانت على موقع إحصائيات الدراجات الإحترافية (الإنجليزية)